# Island in the Sun (Harry-Belafonte-Lied)
Island in the Sun ist ein 1957 von Lord Burgess und Harry Belafonte geschriebenes Lied. Es war Filmmusik des gleichnamigen Films aus dem Jahr 1957 mit James Mason und Harry Belafonte. Coverversionen der englischen Version wurden unter anderen von The Paragons aufgenommen.
Das Lied beschreibt die Schönheit einer tropischen Insel und gilt als inoffizielle Hymne der Westindischen Inseln.
Caterina Valente erzielte mit der deutschen Version des Lieds mit dem Text von Kurt Feltz unter dem Titel Wo meine Sonne scheint einen Nummer-eins-Hit. Die deutsche Version wurde von Freddy Quinn gecovert.